# Острови Фюрно
Острови Фюрно (англ. Furneaux Group, палава-кані Tayaritja) — група з 52 островів, що знаходяться в східній частині протоки Басса між австралійськими штатами Вікторія та Тасманія. Острови названі на честь британського мореплавця Т. Фюрно, який досліджував цю місцевість в 1773 році. Найбільші острови в групі — Кейп-Баррен, Кларк та Фліндерс. На території регіону розташовані п'ять поселень — Кіллікренкі (англ. Killiecrankie), Еміті (англ. Emita), Леді-Беррон (англ. Lady Barron), Кейп -Баррен-Айсленд (англ. Cape Barren Island) і Уайтмарк (англ. Whitemark), що є адміністративним центром муніципалітету острова Фліндерс.
Названо на честь британського мореплавця Тобіаса Фюрно.

## Географія
Група островів Фюрно — залишки колишнього сухопутного перешийка, який наче міст з'єднував острів Тасманія з материковою частиною Австралії. Час затоплення цього мосту невідомий: ймовірно це сталося 12—18 тисяч років тому. У цей період в результаті водної ерозії відбувалося формування формацій на островах Фюрно.
Приблизно 1/3 частина островів покрита гранітними горами, що досягають висоти до 700 м і більше. Приблизно половина островів в групі Фюрно є дюни з піщаними ґрунтовими відкладеннями. У багатьох низинних місцях з безліччю лагун можна знайти естуарієві пласти з піску, глини та гальки. На островах дуже мало непересихаючих річок, більшість з них тимчасові й з'являються тільки після дощу.
Через різну кількість опадів, висотності, геологічної будови і ландшафту на островах велика різноманітність ґрунтів і форм рослинності. Уздовж прибережних дюн переважають піщані ґрунти з великим вмістом вапна, на м'якохвильових рівнинах — монофракційний пісок і неоднорідні ґрунти.
Клімат островів субтропічний океанічний, м'який, так як море захищає від різких змін температури. Середньорічна кількість опадів від 600 мм на південному заході до 800 мм у центральній горбистій частині островів. Переважають вітри західного напрямку, які можуть дути безперервно протягом декількох днів наприкінці зими — початку весни. У літні місяці дмуть прохолодні морські бризи.
На островах Фюрно відмічено велику кількість рослин — близько 800—900 видів.

## Населення
Коли в минулому материкова частина Австралії була з'єднана з Тасманією сухопутної перемичкою, острови Фюрно служили мостом, через який австралійські аборигени добралися до острова Тасманія. Пізніше ця перемичка була затоплена, і на острові Тасманія почалося формування своїх унікальних культури і традицій. В 1797 році європейці стали займатися промислом тюленів на островах Фюрно. Пізніше багато хто з них одружився з місцевими аборигенками. Однак поява чужинців на острові Тасманія і Фюрно призвело до повного винищення місцевих жителів (сучасні жителі — метиси).
У даний час із понад 60-ти островів тільки на трьох є постійне населення: на островах Фліндерс, Кейп-Баррен і Кларк. Мешканці займаються вівчарством, розводять гусей, виробляють шерсть. Останнім часом розвивається туризм.